# 曼卡恰尔
曼卡恰尔（Mankachar），是印度阿萨姆邦Dhubri县的一个城镇。总人口28771（2001年）。

## 人口
该地2001年总人口28771人，其中男性14633人，女性14138人；0—6岁人口5556人，其中男2803人，女2753人；识字率52.64%，其中男性为58.20%，女性为46.88%。